# Fernando Granada
Fernando Egea González, conocido artísticamente como Fernando Granada (Granada 1907-16 de octubre de 1965), fue un actor español.

## Trayectoria
No tenía ningún antecedente artístico en su familia, su hermano Juan de De Dios Egea diplomático de profesión le prohibió usar el nombre familiar así que Fernando para la interpretación adoptó el nombre de su ciudad natal. Comenzó a trabajar en teatro en 1930 en la compañía de Francisco Fuentes. Después estuvo en las de Arturo Serrano y Manuel Soto. Contrajo matrimonio el año 1935 con la actriz Tina Gascó (Vicenta María Gascó Cortes) Ambos tuvieron compañía propia hasta el año 1960. Al finalizar la Guerra Civil Española, en septiembre de 1939, se convirtieron en empresarios del Teatro Reina Victoria de Madrid, donde realizaron numerosas temporadas, con excelentes resultados económicos. Los dos cónyuges fallecieron sin haber cumplido los 60 años. Fernando murió de un infarto de miocardio el 16 de octubre de 1965. Su esposa el 18 de agosto de 1973.

## Filmografía
| Año  | Título                 | Personaje                           | Dirección                 |
| ---- | ---------------------- | ----------------------------------- | ------------------------- |
| 1935 | Don Quintín el amargao | Paco                                | Luis Marquina             |
| 1938 | El barbero de Sevilla  | Conde de Almaviva                   | Benito Perojo             |
| 1939 | La linda Beatriz       |                                     | José María Castellví      |
| 1949 | Filigrana              | Pepe Guadaira "Conde de Montepalma" | Luis Marquina             |
| 1950 | Rumbo                  | Rumbo                               | Ramón Torrado             |
| 1953 | Vértigo                | Álvaro                              | Eusebio Fernández Ardavín |

- Datos: Q24567746